# Мар'ївка (Березівський район)
Ма́р'ївка — село Старомаяківської сільської громади Березівського району Одеської області в Україні. Населення становить 66 осіб.

## Населення
Згідно з переписом УРСР 1989 року чисельність наявного населення села становила 109 осіб, з яких 47 чоловіків та 62 жінки.
За переписом населення України 2001 року в селі мешкали 63 особи.

### Мова
Розподіл населення за рідною мовою за даними перепису 2001 року:
| Мова       | Відсоток |
| ---------- | -------- |
| українська | 93,94 %  |
| молдовська | 3,03 %   |
| російська  | 3,03 %   |